# Antonio Élie
Antonio Élie, né le 9 décembre 1893 à Baie-du-Febvre, mort le 15 janvier 1968 à Baie-du-Febvre, est un éleveur et homme politique québécois.  Il a été député de la circonscription de Yamaska à l'Assemblée législative du Québec de 1931 à 1966 et ministre dans les gouvernements de l'Union nationale de 1936 à 1939 et de 1944 à 1960.

## Biographie
Il est le fils de Joseph Élie, cultivateur, et d'Éloïse Bélisle.  Il épouse Berthe-Annette Lemire le 19 janvier 1915 à Baie-du-Febvre.
Il devient cultivateur et éleveur de Holstein.  Il est aussi propriétaire de la renardière de Baieville.  De 1915 à 1930, il est directeur du Syndicat coopératif agricole de La Baie. Il est président du Club d'éleveurs Holstein de Nicolet-Yamaska et Drummond, directeur de la section Québec de l'Association Holstein-Friesian du Canada et président de la Société générale des éleveurs de la province de Québec.  Il est président du Syndicat du rachat des rentes seigneuriales de la province.
Il est gérant de la Caisse populaire de La Baie pendant 23 ans et sa résidence fait d'ailleurs office de siège social de la caisse.

### Carrière politique
En 1923 et 1924, il est conseiller municipal de La Baie.
Lors de l'élection générale québécoise de 1931, il est élu député du Parti conservateur de la circonscription électorale de Yamaska à l'Assemblée législative du Québec, l'emportant sur le candidat Raoul Dumaine du Parti libéral.  En 1933, lors du congrès à la direction du Parti conservateur, il appuie Maurice Duplessis.  Il est réélu à l'élection générale de 1935 et devient un des deux whips de l'opposition.  Il est réélu, comme député de l'Union nationale, à l'élection générale du 17 août 1936, lors de laquelle l'Union nationale prend le pouvoir.  Le nouveau Premier ministre Maurice Duplessis le nomme ministre sans portefeuille dans son premier gouvernement (il est assermenté le 26 août 1936 et réassermenté le 7 juillet 1938).  Élie est réélu député en 1939, bien que son parti retourne dans l'opposition.  Il est réélu à l'élection générale de 1944, lors de laquelle son parti reprend le pouvoir, et il redevient ministre, dans le second gouvernement Duplessis (il est assermenté le 30 août 1944).  Il participe à la préparation de la Loi sur l'électrification rurale, adoptée en 1945, qui accorde des subventions afin de développer des coopératives d'électricité.  Il est réélu député à l'élection générale de 1948, à celle de 1952, et à celle de 1956.  Il conserve un poste de ministre sans portefeuille (appelé depuis 1948 « ministre d'État ») dans le gouvernement Sauvé (il est assermenté le 11 septembre 1959) et le gouvernement Barrette (il est assermenté le 8 janvier 1960).  Il est réélu député à l'élection générale de 1960, alors que son parti perd le pouvoir, et à celle de 1962. Il ne se représente pas comme député lors de l'élection générale de 1966.  En tout, il a été élu lors de dix élections générales consécutives, a été député à l'Assemblée sans interruption pendant 35 ans et a été ministre pendant 20 ans.
Il meurt en 1968, à l'âge de 75 ans.  Il est inhumé dans le cimetière de Baie-du-Febvre, le 19 janvier 1968.

## Honneurs
- Commandeur de l'Ordre du mérite agricole.
- Commandeur de l'Ordre de Saint-Grégoire-le-Grand avec plaque, distinction décernée par le pape Pie XII en 1956.
- La rue Antonio-Élie, à Baie-du-Febvre, porte son nom.